# Východoslovenské muzeum
Východoslovenské múzeum se sídlem v Košicích je jedním z nejvýznamnějších a nejstarších muzeí na Slovensku. Bylo založeno jako Hornouherské muzeum v roce 1872 na popud košického rodáka a člena Uherské akademie věd Imricha Henszlmanna, který po své smrti v roce 1888 daroval muzeu více než 3000 sbírkových předmětů. V roce 1901 byla do užívání odevzdána dnešní hlavní budova muzea, postavena v reprezentativním neorenesančním stylu.

## Expozice
Dnes muzeum spravuje přibližně 500 000 předmětů v následujících expozicích:
- Příroda Karpat – přírodovědná expozice
- Století v umění – uměleckohistorická expozice
- Památný dům Františka II. Rákócziho
- Umělecké kovolitectví na Východním Slovensku – Katova bašta
- Košická staletí – expozice dějin města
- Lid – tvůrce trvalých hodnot – historická expozice v hlavní budově
- Košický zlatý poklad – hlavní budova
- Peníze v našich dějinách – numismatická expozice v hlavní budově
- Zlatnické umění – hlavní budova